# Slovianosserbsk
Slovianosserbsk (en ucraïnès: Слов'яносербськ, en rus: Славяносербск, Slavianosserbsk) és una vila de l'óblast de Luhansk a Ucraïna. Fins al 2020 era el centre del districte de Slovianosserbsk, però després passà a formar part del districte d'Altxevsk. La vila està ocupada per Rússia des de la Guerra al Donbàs, i és administrada per la República Popular de Luhansk. El 2022 tenia 7.659 habitants.

## Geografia
Slovianosserbsk es troba a la riba dreta del riu Donets, a 32 km al nord-oest de Luhansk.

## Història
La vila fou fundada per colons serbis de la regió de Raška el 1753, per protegir les fronteres de l'estat rus d'atacs de turcs i tàtars. Des de 1753 fins al 1764, Slovianosserbsk fou la capital del territori rus d'Eslavosèrbia amb el nom de Podgórnoie (rus: Подгорное). El 1764 Eslavosèrbia es transformà en el comtat de Donets i el 1784 la ciutat passà a dir-se Donétskoie (rus: Донецкое). El 1796 perdé la seva condició de seu de comtat, però el 1817 tornà a ser seu d'un uiezd a la gubèrnia de Iekaterinoslav, i tant la ciutat com el comtat passaren a dir-se Slavianosserbsk. El 1807 hi arribaren més colons serbis, 101 d'ells de Nikšić. L' uiezd fou integrat a l'uiezd de Luhansk des del 1882 i el 1883 perdé l'estatus de ciutat.
Durant la Segona Guerra Mundial, el 1942 i 1943, els ocupants alemanys instal·laren una presó nazi a la vila.
El 1960, la vila esdevingué un assentament de tipus urbà i fou el centre del districte des que es fundà el 1966.
Des del 2014, Slovianosserbsk ha estat controlada per les tropes prorusses de la República Popular de Luhansk.